# Rhombodera javana
Rhombodera javana es una especie de mantis de la familia Mantidae.

## Distribución geográfica
Se encuentra en China y Java.